# معرشة

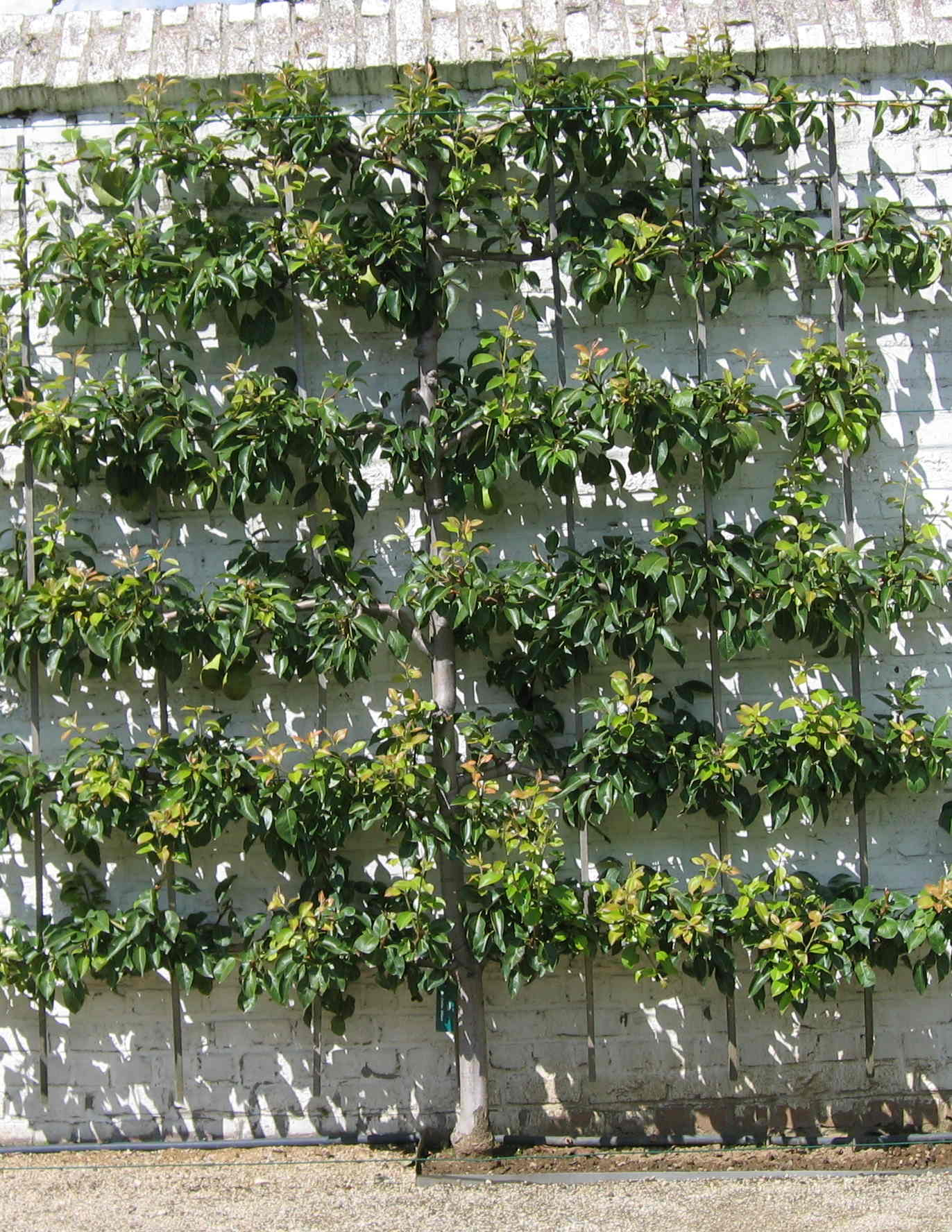
معرشة أفقيًّا

المُعرَّشة أو المُسنَّدَة هي ممارسة البستنة والزراعة القديمة للتحكم في نمو النباتات الخشبية لإنتاج الثمار، عن طريق تقليم وربط الفروع بإطار. غالبًا ما تُنمَّى النباتات في أنماط رسمية مسطحة مقابل هيكل مثل جدار أو سياج أو تعريشة.

## الصور

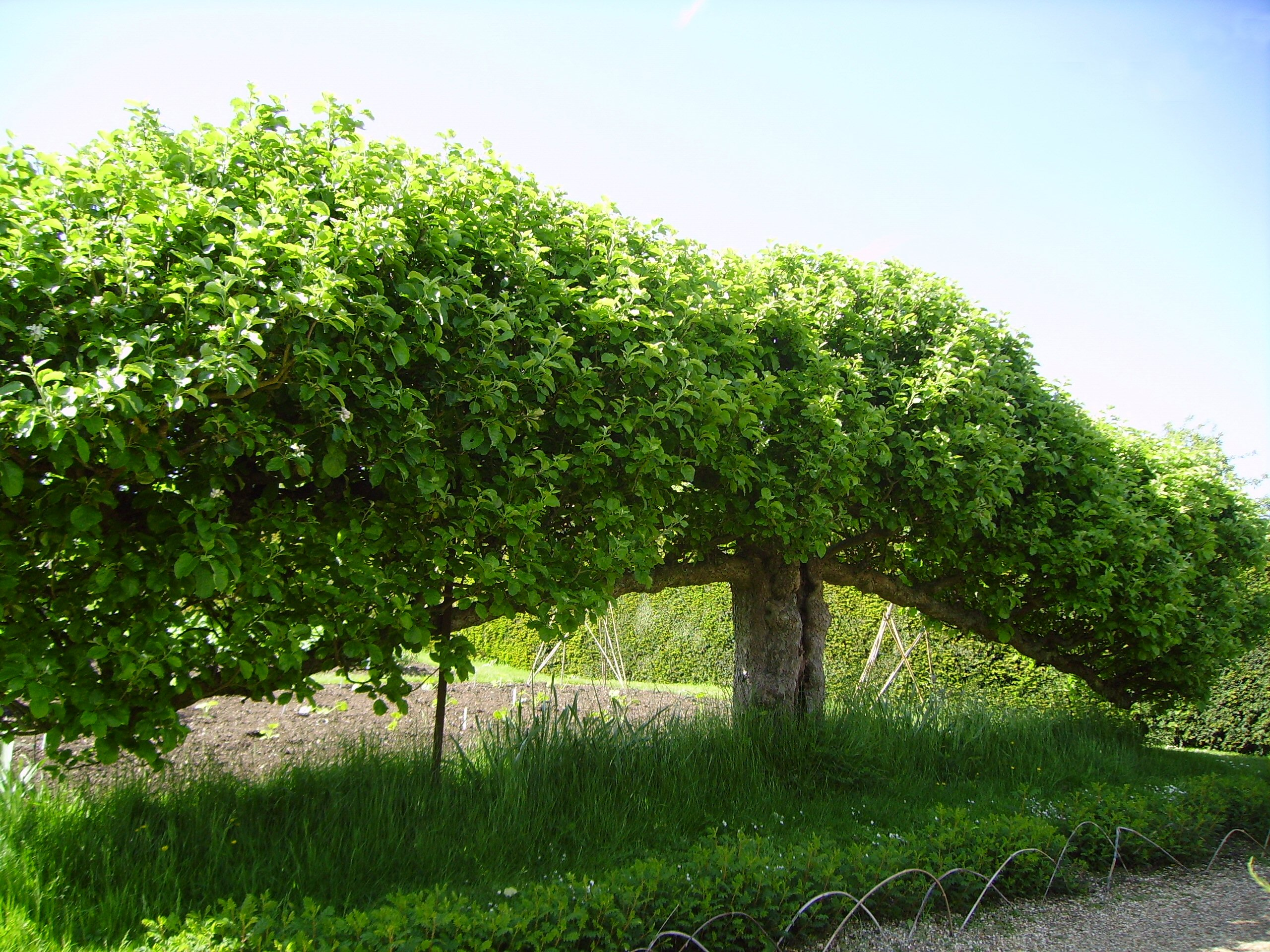
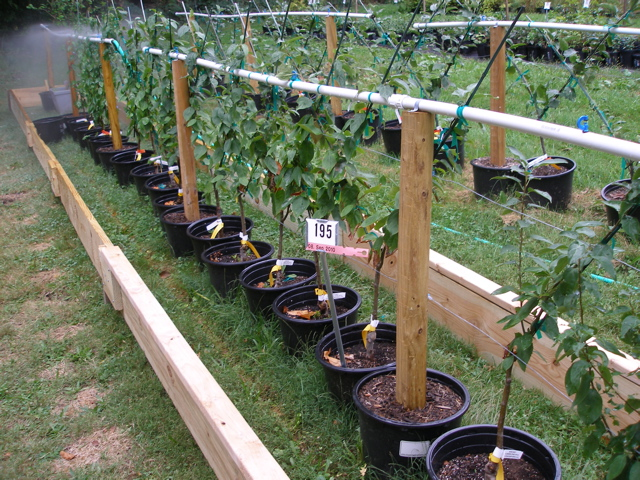
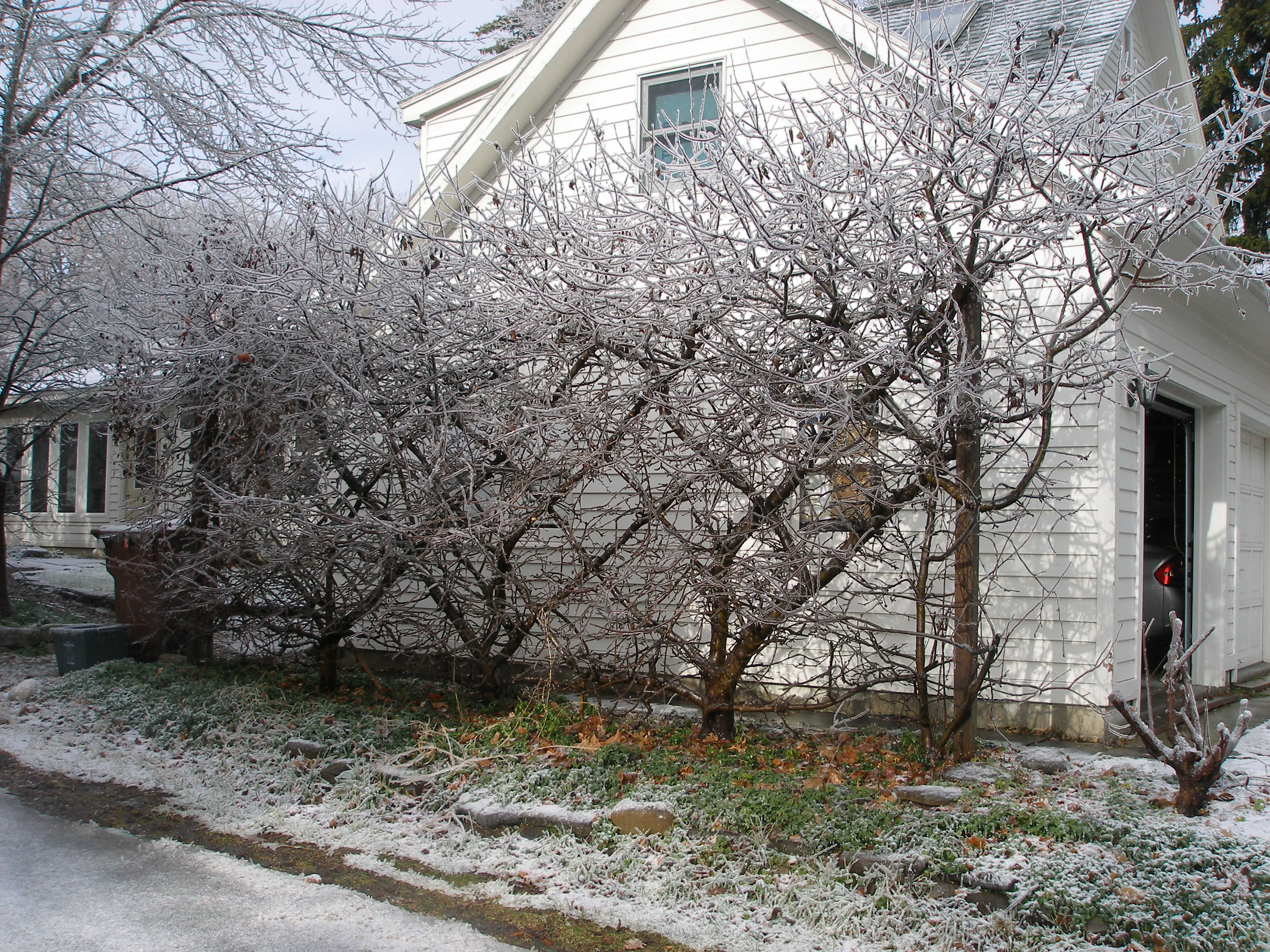
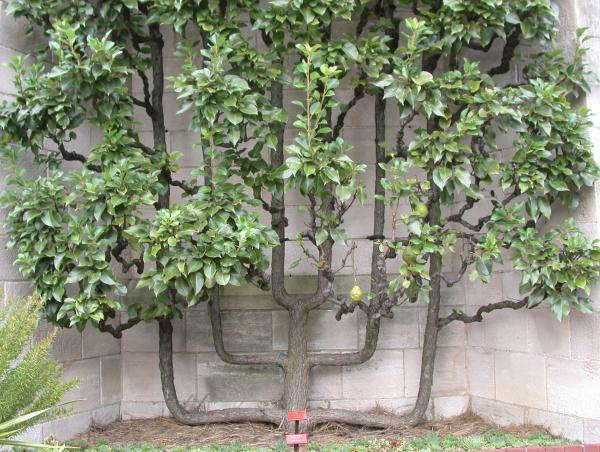
شجرة الكمثرى تعشقت في طوق. التقطت الصورة في حديقة الأروقة في مَنْهاتن العليا